# 1988 a tudományban

## Orvostudomány
- Megszületik az első magyar lombikbébi.

## Számítástechnika
- november 2. – A Morris-féreg elterjed az Interneten.
- november 17. – Hollandia a második állam, mely csatlakozik az internethez.
- Nagy-Britanniában előállítják az első műanyag tranzisztort
- Az IBM laboratóriumában minden eddiginél kisebb tranzisztorokat készítenek.
- Megjelennek a számítógépprogram-vírusok
- Nemzetközi nagymesteri fokozatot ér el a sakkjátékban a Mély gondolat sakkszámítógép.

## Űrkutatás
- szeptember 29. – A NASA több mint két és fél éves kényszerszünet után újra indítja a Challenger katasztrófája után felfüggesztett űrrepülőgép programot,.
- november 15. – A Szovjetunióban egy Energia rakétával fellőtték az ember nélküli Buran űrsiklót. Ez volt az első és egyben utolsó útja is.
- Az első Ariane–4 felbocsátásával új fejezet kezdődik az űrhajózás történetében.

## Díjak
- Nobel-díj
  - Fizikai Nobel-díj: Leon Max Lederman (USA), Melvin Schwartz (USA) és Jack Steinberger (USA) „a neutrínónyaláb módszerért  és a müonneutrínó felfedezésével a leptonok dublet szerkezetének kimutatásáért” (kétneutrínó-kísérlet).
  - Kémiai Nobel-díj: Johann Deisenhofer, Robert Huber, Hartmut Michel "a fotoszintetikus reakció központ 3 dimenziós felépítésének meghatározásáért."
  - Fiziológiai és orvostudományi Nobel-díj: Sir James W. Black "a béta blokkolók és a hisztamin-2 receptor blokkoló felfedezéséért"; illetve Gertrude B. Elion "a rákkezelésben és a transzplantációs kilökődés megakadályozása miatt használt gyógyszerek kifejlesztéséért"; és George H. Hitchings a "különböző antibiotikumok kifejlesztéséért".
- Turing-díj:Ivan Sutherland

## Halálozások
- január 11. – Isidor Isaac Rabi Nobel-díjas (1944) amerikai fizikus (* 1898).
- február 15. – Richard Feynman Nobel-díjas (1965) amerikai fizikus (* 1918).
- március 3. – Sewall Wright amerikai genetikus, az evolúciós elméleten végzett befolyásos munkájáról és az útvonalanalízis kidolgozásáról ismert (* 1889)
- március 16. – Kónya Albert magyar fizikus, oktatáspolitikus, a Magyar Tudományos Akadémia rendes tagja (* 1917).
- május 8. – Robert A. Heinlein sci-fi-szerző (* 1907).
- május 25. – Ernst Ruska Nobel-díjas fizikus (* 1906).
- szeptember 1. – Luis Walter Alvarez Nobel-díjas amerikai fizikus (* 1911).
- december 21. – Nikolaas Tinbergen Nobel-díjas (megosztva) holland etológus és zoológus (* 1907).